# GNewSense
gNewSense – dystrybucja systemu operacyjnego GNU/Linux oparta na Ubuntu (od wersji 3.0 oparta na GNU/Linux Debian), dążąca do zapewnienia w 100% wolnej – w rozumieniu Fundacji Wolnego Oprogramowania – dystrybucji systemu Linux.
Zaprojektowana została dla użytkowników chcących używać jedynie wolnego oprogramowania, to znaczy oprogramowania wolnego do użytku, modyfikacji i dystrybucji bez większych restrykcji licencyjnych. Jest oficjalnie popierana przez Free Software Foundation.
gNewSense jest dostępne na platformy i386, x86-64 oraz maszyny Lemote Yeeloong. Wersja 3.0 zbudowana jest na bazie Debiana z gałęzi stabilnej „Squeeze” i instalowana jest z LiveCD.
Wersja 1.1 opublikowana została 22 stycznia 2007.

## Różnice w stosunku do Debiana
Pomimo oparcia na Debianie, gNewSense różni się od niego w wielu kwestiach:
- komponenty własnościowe oraz niewolne zostały usunięte z systemu
- logo Debiana zostało usunięte z systemu
- repozytoria niewolnego oprogramowanie nie są domyślnie dostępne
- narzędzia GCC, GNU Make itp. są częścią domyślnej instalacji
- bsdgames, NetHack i Emacs są domyślnie instalowane
- paczki build-essential są domyślnie instalowane

Usunięcie niewolnego firmware z jądra systemu oznacza, iż niektóre urządzenia, na przykład część kart wi-fi, nie będą działać, ponieważ nie są do nich dostępne całkowicie wolne sterowniki.